# بوكاتشي
بوكاتشي (بالروسية: Покачи) هي إحدى مدن روسيا في الكيان الفدرالي الروسي أوكروغ خانتي - مانسي الذاتية.